# Zdeněk Mikoláš (ekonom)
Zdeněk Mikoláš je pedagog, ekonom a emeritní profesor v oboru podniková ekonomika, management a podnikání. Věnuje se malému a střednímu podnikání, zejména rodinnému.

## Život
Narodil se v Moravskoslezském kraji, vystudoval gymnázium Petra Bezruče ve Frýdku-Místku a následně Vysokou školu báňskou v Ostravě. Alma Mater zůstal věrný od inženýrského studia až do roku 2011.

## Práce a podníkání
Po roce 1984 pracoval v Severomoravských energetických závodech a VÚROM Ostrava. Posléze působil v představenstvech a dozorčích radách podniků, investiční společnosti, družstevní spořitelny a zemědělského družstva. Od roku 2011 pracoval na Vysoké škole podnikání v Ostravě, později na Vysoké škole podnikání a práva a Panevropské univerzitě v Praze. Jako pedagog působil na univerzitách v ČR, na Slovensku a v Polsku (především na Ekonomické univerzitě v Katovicích), byl členem vědeckých rad, doktorských, habilitačních a profesorských řízení, odborných komisí. Ve výzkumu a výuce se věnoval problematice managementu, ekonomiky podniku, podnikání, konkurenceschopnosti, rodinnému podnikání. Publikoval přes 500 odborných článků, příspěvků ve sbornících, výzkumných zpráv, knih, prezentací v rozhlase a televizi.
V roce 1995 se svou manželkou Radomírou založili společnost GM-TREND, spol. s r. o., nabízející podnikatelské poradenství, vedení účetnictví a související služby. V průběhu života podporuje řadu charitativních a neziskových projektů, např. JANA, Spolek na podporu kultury, sportu a vzdělání.

## Knižní publikace
- Kašík, J. - Michalko, M. - Mikoláš, Z. a kol.: Podniková diagnostika. Ostrava: Tandem, 1998.
- Arzeni, S.  - Mikoláš, Z. and team of authors: Business Clusters. Promoting Enterprise in Central and Eastern Europe. Paris: OECD - Programme LEDD, 2005.
- Mikoláš, Z.: Jak zvýšit konkurenceschopnost podniku, konkurenční potenciál a dynamika podnikání. Praha: Grada Publishing, 2005 (e 2011).
- Veber, J.  Srpová, J. - Mikoláš, Z. a kol.: Podnikání malé a střední firmy. Praha: Grada Publishing, 2005.
- Srpová, J. - Řehoř, V. - Mikoláš, Z. a kol.: Základy podnikání. Teoretické poznatky, příklady a zkušenosti českých podnikatelů. Praha: Grada Publishing, 2010.
- Mikoláš, Z. - Peterková, J. - Tvrdíková, M. a kol.: Konkurenční potenciál průmyslového podniku. Praha: C. H. Beck, 2011.
- Hudáková, M. - Mižičková, J. - Mikoláš, Z. a kol.: Rodinné podnikanie, teória a príklady z praxe. Bratislava: Wolters Kluver, 2014.
- Krurowska-Pysz, J. - Lis, M. - Mikoláš, Z. i kol.: Polsko-czeska współpraca transgraniczna w Euroregionie Beskidy. Wybrane problemy.  Dᶏbrowa Górnicza: Wydawnictwo naukowe, 2014.
- Krurowska-Pysz, J. - Łodziana, J. - Mikoláš, Z. i kol.: Perspektywy rozwoju sektora kultury w Euroregionie Ślᶏsk Cieszyński. Wybrane zagadnienia. Dᶏbrowa Górnicza: Wydawnictwo naukowe, 2014.
- Mikoláš, Z. - Zamarský, V. - Fialová, V. - Nikolskaja, M.: Jak se dívám na svět … Soudobé projevy globalizace. Hradec Králové: TZ-one, 2016.
- Mikoláš, Z.: Jak se dívám na svět ... potenciál harmonie nebo tragédie?! Ostrava: Repronis, 2018.
- Mikoláš, Z.: Jak se dívám na svět ... na prahu před evolucí nebo revolucí?! Hradec Králové: TZ-one, 2020.
- Mikoláš, Z.: Úvod do spirální (evoluční) ekonomie, aneb tak se dívám na svět. Hradec Králové: TZ-one, 2021.
- Lachiewicz, S. - Matejun, M. -  Mikoláš, Z.:  Okazje w zarządzaniu innowacjami w firmach sektora MŚP. Warszawa, CEDEWU, 2021.
- Mikoláš, Z.: The special theory of (re) evolutionary economy. ResearchGate, 2023.